# 479 TCN
479 TCN là một năm trong lịch La Mã.

## Mất
- Khổng Tử, Triết học Trung Quốc (k. 551 TCN)